# Varanus salvadorii
Varanus salvadorii är en ödleart som beskrevs av Peters och Doria 1878. Varanus salvadorii ingår i släktet Varanus och familjen Varanidae. Inga underarter finns listade i Catalogue of Life.
Arten förekommer på Nya Guinea. Honor lägger ägg.

## Bildgalleri

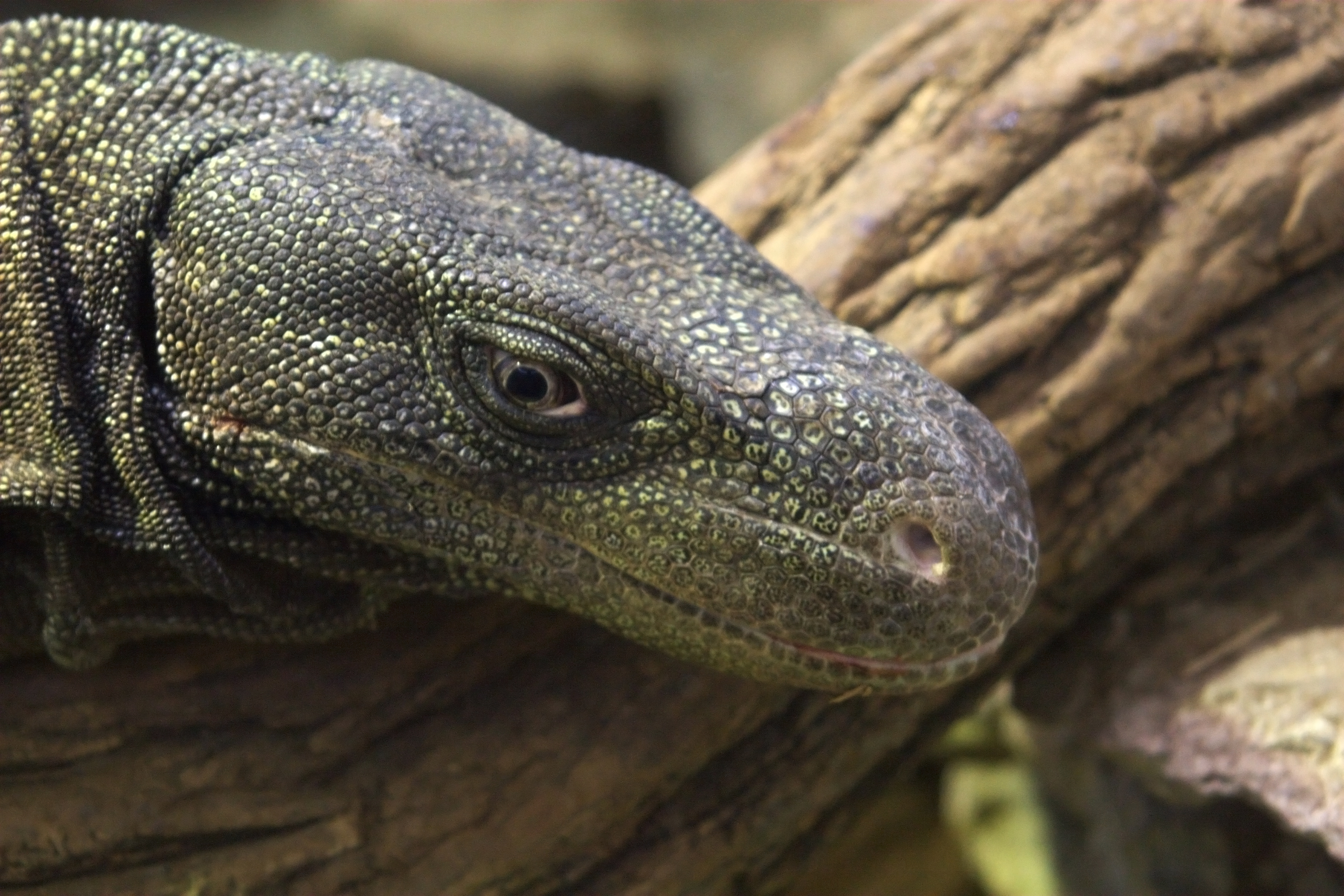
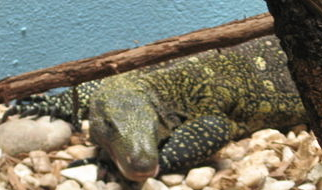